# Poggio Moiano
Poggio Moiano é uma comuna italiana da região do Lácio, província de Rieti, com cerca de 2.510 habitantes. Estende-se por uma área de 26 km², tendo uma densidade populacional de 97 hab/km². Faz fronteira com Colle di Tora, Frasso Sabino, Monteleone Sabino, Poggio Nativo, Pozzaglia Sabina, Rocca Sinibalda, Scandriglia, Torricella in Sabina.

## Demografia
| Variação demográfica do município entre 1861 e 2011                               |
|                                                                                   |
| Fonte: Istituto Nazionale di Statistica (ISTAT) - Elaboração gráfica da Wikipedia |